# اورتون (ویرجینیا)
اورتون (به انگلیسی: Overton) یک منطقهٔ مسکونی در ایالات متحده آمریکا است که در شهرستان البمارل، ویرجینیا واقع شده‌است. اورتون ۱۵۳٫۹۳ متر بالاتر از سطح دریا واقع شده‌است.